# روبین لی
روبین لی (انگلیسی: Robinne Lee؛ زادهٔ ۱۶ ژوئیهٔ ۱۹۷۴) یک هنرپیشه اهل ایالات متحده آمریکا است.
از فیلم‌ها یا برنامه‌های تلویزیونی که وی در آن نقش داشته‌است می‌توان به رفتن از ۱۳ به ۳۰، هفت زندگی، هیچ اشاره کرد.